# Ramiseto
Ramiseto är en ort i kommunen Ventasso i provinsen Reggio Emilia i regionen Emilia-Romagna i Italien. 
Ramiseto upphörde som kommun den 1 januari 2016 och bildade med de tidigare kommunerna Busana, Collagna och Ligonchio den nya kommunen Ventasso. Den tidigare kommunen hade 1 260 invånare (2015).